# Lotus callis-viridis
Lotus callis-viridis là một loài thực vật có hoa trong họ Đậu. Loài này được Bramwell & D.H.Davis miêu tả khoa học đầu tiên.